# Elisabeth af Sillén
Ellen Gustafva Elisabeth af Sillén, född 5 maj 1863 i Stockholm, död 6 maj 1940 i Uppsala, var en svensk tecknare och målare.
Hon var dotter till rektor Abraham Vilhelm af Sillén och Sarah Olivia Ljungqvist och sondotter till Gustaf af Sillén. Hon studerade vid Konstakademien i Stockholm 1879–1885. Hennes konst består av topografiska motiv med fornminnen, kyrkor, fästningar, slott, gravar och gravfält, ofta utförda i blyerts. Dessa teckningar anses idag ha ett högt antikvariskt och arkeologiskt värde. Sillén är representerad vid Uppsala universitetsbibliotek.